# Hochalppas
De Hochalppas is een 1938 meter hoge bergpas in de Oostenrijkse deelstaat Vorarlberg.
De pas ligt in de Allgäuer Alpen en vormt een verbinding van Hochkrumbach, langs de Großer Widderstein, naar het geïsoleerde Kleinwalsertal. De pas is, net als de Gemsteljoch uitsluitend te voet begaanbaar. De Hochalppas en de Gemsteljoch vormen de enige mogelijkheid om het Oostenrijkse Kleinwalsertal via Oostenrijks grondgebied te bereiken. Het dal kan per auto uitsluitend via Duitsland worden bereikt.
Vanaf de Hochalppas loopt een wandelpad naar de Widdersteinhütte (2009 m) aan de voet van de Großer Widderstein. Dit pad voert langs een 1970 meter hoog gelegen bergmeer: de Hochalpsee.
Arlberg · Bielerhöhe · Brenner · Fern · Flexen · Gerlos · Großglockner · Hahntennjoch · Katschberg · Kühtai · Pfitscherjoch · Plöcken · Radstädter Tauern · Reschen · Seefeld · Sölk · Staller Sattel · Timmelsjoch · Triebener Tauern · Turracherhöhe · Zeinis